# Galaxie Corporation
Galaxie Corporation es una aerolínea de carga privada de la República Democrática del Congo, operando como Kavatshi Airlines.
La aerolínea se encuentra en la lista de aerolíneas prohibidas en la Unión Europea por razones de seguridad.

## Incidentes
El 5 de septiembre de 2005 un Antonov An-26B desde Beni mientras se aproximaba a la pista 31 durante una situación de niebla chocó con un árbol, estrellándose a 1.500 metros de pista y se incendió en el Aeropuerto Matari de Isiro, matando a cuatro tripulantes y siete pasajeros.  El avión(registro de Moldavia ER-AZT), era alquilado a Aerocom en noviembre de 2003. Continuaba operando a pesar de haberle expirado su certificado de aeronavegabilidad en 2004